# Huauchinango
Huauchinango – miasto w Meksyku, w stanie Puebla.
W 2020 liczyło 58,957 mieszkańców